# Hôpital d'Apt
L'hôpital d'Apt est un bâtiment de santé situé à Apt, dans le Vaucluse.

## Histoire
Construit au début du XVIIIe siècle, prend la suite d'un ancien établissement, l'hôpital Saint-Castor, du nom d'un évêque d'Apt. Il était géré par les Sœurs de Saint Vincent de Paul. La pharmacie de l'hôpital date de 1754, par le rachat du fond d'un apothicaire de Saint-Saturnin-lès-Apt
L'ensemble des bâtiments, ainsi que la chapelle, ont été inscrits au titre des monuments historiques le 16 novembre 1989.

## Description
Les faïences pharmaceutiques, les donatifs (ces panneaux, présentés sous forme de peinture, symbolisent les dons remis par les malades et leur famille à l'institution) et les meubles de l'ancien hôpital d'Apt sont actuellement conservé au musée d'Histoire et d'Archéologie d'Apt.